# リニア (お笑いコンビ)
リニアは、プロダクション人力舎に所属する日本のお笑いコンビ。スクールJCA14期生。

## メンバー
- しょうへい（1986年11月16日（38歳） - ）

神奈川県出身。身長183cm。血液型A型。
ボケ（たまにツッコミ）担当。
本名、加藤 翔平（かとう しょうへい）。
趣味は昼寝、散歩、プロ野球（横浜DeNAベイスターズ）、K-POP（KARA）。
特技は人間ポンプ、ガリガリ君早食い、野球。
リニアとして再結成後、一時期「サイモン」という名前で活動していた。
- 酒井 啓太（さかい けいた、1986年9月11日（38歳） - ）

神奈川県出身。身長164cm。血液型A型。
ツッコミ（たまにボケ）担当。
趣味は漫画（こち亀全般）、夢占い、サイクリング。
特技は陸上競技、体操（バク転・人間あん馬など）。
2019年から「バスボーイズ」というユニットを組んでいる。「キャップ」という名義で、しんいち（ピン芸人「お見送り芸人しんいち」）、マッシュ（お笑いコンビ「めざめるパワー」の秋葉信吾）と共にYouTubeチャンネルにて動画を配信している。TikTokでは「ニコニコさかい」としても活動している。

### 元メンバー
- 加藤 克俊 （かとう かつとし、1982年6月21日（42歳） - ）

東京都出身。
スクールJCA14期生。トリオ「バリアスリー」時代のメンバーであり、在籍時はツッコミを担当していた。
2008年6月25日引退。

## 略歴
2005年、スクールJCAへ14期生として入学。2006年に酒井・加藤翔平・加藤克俊の3人でお笑いトリオ「バリアスリー」を結成。卒業後はJCAプロモーションを経て、2007年よりプロダクション人力舎へ正式に所属。
2008年6月25日、メンバーである加藤克俊の引退に伴いトリオを解散。同年7月、酒井・加藤翔平の二人でコンビ「S×L（えすえる）」を結成。これを機に加藤は「しょうへい」に改名。
2012年より、3年連続でTHE MANZAIの認定漫才師となる。また、2013年開催の第12回漫才新人大賞にて大賞を受賞。2014年3月放送のオンバト+第4回チャンピオン大会へ出場し、上位3組としてファイナルステージへ進出するなど、徐々に頭角を現す。
しかし、2016年1月6日のライブをもって一度解散。その後はそれぞれ個々で芸人を続ける意向であったが同年8月15日にコンビを再結成し、心機一転コンビ名を『リニア』と改めた。再結成後、しょうへいは一時期芸名を「サイモン」と改めていたが、程なくして元の芸名で活動している。
2019年・2022年のM-1グランプリで準々決勝へと進出した。
2024年、結成16年以上のお笑い賞レース『THE SECOND 〜漫才トーナメント〜』に出場し「ノックアウトステージ32→16」へ進出。対戦相手の三日月マンハッタンに勝利し「ノックアウトステージ16→8」へと進出するも、対戦相手のハンジロウに敗退し最終決戦への進出を逃す事となった。

## 芸風
当初は酒井がネタ中にバク転やあん馬をするといったアクロバティックなコントを行っていたが、2012年にTHE MANZAIで認定漫才師になってからは主に漫才を行っている。
S×L時代は、酒井がしょうへいにネタ振りをするも上手く処理が出来ずそれを見兼ねた酒井が「いつもお前に何て言ってる」と尋ねるも見当外れな事を返されてしまい「それじゃない」とツッコみ、その後二人の役割を交代するが思いの外しょうへいが上手く演じきってしまうといったパターンの漫才を披露する機会が多かった。リニアに改称後は、しょうへいの提案を酒井が強い語調で否定するものの、だんだん乗り気になって対案を出してゆくという、ノリツッコミ形式の漫才が増えている。
ショートネタでは「知られざる四十八手の世界」という四十九手目以降の技を紹介するアクロバティックなコントをする。なお、四十九手「ししおとどし」、五十手目「かざぐるま」、五十一手目「塚原」、五十二手目「池谷」となっている。

## 賞レースの戦績

### M-1グランプリ
- 2009年 2回戦進出
- 2010年 2回戦進出
- 2015年 3回戦進出
- 2016年 3回戦進出
- 2017年 3回戦進出
- 2018年 3回戦進出
- 2019年 準々決勝進出
- 2020年 2回戦進出
- 2022年 準々決勝進出
- 2023年 3回戦進出[5]

### THE MANZAI
- 2012年 認定漫才師
- 2013年 認定漫才師
- 2014年 認定漫才師

### その他
- 2008年 キングオブコント 1回戦敗退
- 2009年 キングオブコント 2回戦進出
- 2010年 キングオブコント 1回戦敗退
- 2010年 R-1ぐらんぷり 1回戦敗退（酒井のみ、「バク転マン」名義で出場）
- 2013年 第12回漫才新人大賞 大賞受賞
- 2013年 オンバト+第4回チャンピオン大会 3位
- 2014年 第5回お笑いハーベスト大賞 本戦（準決勝）進出
- 2024年 THE SECOND 〜漫才トーナメント〜 ノックアウトステージ（16→8） 進出

## 出演

### テレビ

#### バリアスリー
- 神さまぁ〜ず（TBSテレビ、2007年11月27日）※酒井のみ
- エンタの天使（日本テレビ、2008年2月6日）※キャッチコピーは「笑いの凸凹トライアングル」

#### S×L
- 新しい波16（フジテレビ、2008年11月3日）
- エンタの天使（日本テレビ、2009年5月27日）※キャッチコピーは「体当たりの暴走機関車」
- 爆笑トライアウト（NHK総合、2009年5月29日）
  - 会場審査は381TP（4位）、視聴者投票は789票（5位）
- イツザイ（テレビ東京、2009年7月11日）
- 上田ちゃんネル24時間ぐらいTV（テレ朝チャンネル、2010年4月18日）
- 全種類。（TBSテレビ、2010年5月20日）
- 情報満喫バラエティ 週末にしたい10のこと!（日本テレビ、2011年 - 2012年）※準レギュラー出演
- 新進気鋭（日本テレビ、2012年6月3日）
- オンバト+（NHK総合）戦績5勝0敗 最高517KB
  - 第4回チャンピオン大会 ファイナルステージ 3位
- 芸人報道（日本テレビ、2013年1月21日）
- 東京☆漫才コレクション〜第12回漫才新人大賞から新しすぎる超若手芸人まで〜 （テレビ東京、2013年7月6日）
- うつけもん（フジテレビ、2014年5月14日）

#### リニア
- 『ぷっ』すま（テレビ朝日、2016年11月25日・12月6日）
- 前略、西東さん（中京テレビ、2018年9月8日[7]）
- 嵐にしやがれ（日本テレビ、2018年9月15日[8]）※しょうへいのみ
- ウチのガヤがすみません!（日本テレビ、2020年6月16日[9]）
- 中居正広の金曜日のスマイルたちへ（TBSテレビ、2020年12月25日）

### ラジオ

#### S×L
- Saturday Night Laugh → マイナビ Laughter Night（TBSラジオ） - 2015年4月25日[10]・5月30日[11]・11月21日[12]・12月12日[13]

#### リニア
- マイナビ Laughter Night（TBSラジオ） - 2016年11月26日[14]

### ライブ・舞台
- 人力舎ライブ「Spark」
- バカ爆走!（毎月1日から6日 ミニホール新宿Fu-）
- どっきん（事務所ライブ、新宿バティオス）
- BOMB!!
- シックススキップ（BURN、あんぺあ、朝倉小松崎、ピーナッツパン、ぐりんぴーすとの6組合同のライブ。第1回は2009年8月26日）
- ギャンブル6（ザンゼンジ、ワルステルダム、巨匠、ドリーマーズ、ピテカントロプスとの6組合同による事務所ライブ。）
- おもちゃ箱ライブ
- 鬼ヶ島軍団 vs ラバーガールフレンズ
- ラバーガールフレンズトークライブ
- 漫才ライブ「激漫」[15]
- 「ロビンソンズのふわふわもふもふvol.2」新宿バッシュ!!（2023年2月28日、ワタナベエンターテインメント所属・ロビンソンズ主催ライブゲスト[16][17][18][19]）
他

### しょうへい
- リニア しょうへい (@katoshohei) - X（旧Twitter）
- リニア しょうへい (@1986shohei) - Instagram
- しょうへいくん (@shoheikungari) - X（旧Twitter）
- しょうへいくん (@shohei1986) - TikTok

### 酒井
- リニア 酒井 (@sakaikeita) - X（旧Twitter）
- リニア 酒井 (@keita.sakai.12) - Instagram
- リニア酒井のVoice with You - stand.fm
- S×L酒井のバク転ブログ（2009年11月 - 2014年10月）
- バスボーイズ (@busboystube) - X（旧Twitter）
- バスボーイズch - YouTubeチャンネル